# 第二新国劇
第二新国劇（だいにしんこくげき）とは、大正時代に存在した日本の剣劇劇団。創立者は倉橋仙太郎。役者では原健策、大河内傳次郎、スタッフには社会運動家の難波英夫らがいた。新民衆劇一派、新民衆劇団、新民衆座とも呼ばれる。
「新民衆劇（ピープルスドラマ）」とは坪内逍遥が提唱する、劇を社会的に利用する演劇運動。新民衆劇学校出版部の『新民衆劇脚本集. 第1編』の巻頭には、作家で『民衆劇論』の著者であるロマン・ロランの次のような文が引用されている。「惰弱なお上品に対抗して集合的生活を主張して一種族の更生を準備し且つ促進せんとする男性的の頑丈な芸術、この民衆劇に対する吾々の熱烈な信仰は吾々の青年時代の最も純潔な且つ最も健全な力の一つである」

## 歴史
1923年（大正12年）、澤田正二郎とともに新国劇を創立した倉橋仙太郎が病気のため退団し、移り住んだ大大阪府南河内郡に「プロレタリアの新文化村」を創設。（場所は野田村西野（現在の大阪府堺市西野）または瓢箪山）。入居者には、元・大阪時事新報社社会部長で社会運動家の難波英夫や劇作家の竹田敏太郎、津田和也、藤本房次郎らがいた。倉橋は2万円を投じて自宅に脚本科、俳優養成科、農村娯楽研究科の3学科からなる新民衆劇学校（新国劇附属民衆劇学校）を開設。原健策（原健作）、大河内傳次郎（正親町勇、室町次郎）、金井修（金尾修）、樋口十一、森敏治、倉橋信雄、金剛麗子らが研究生として入り、基本的な発声法、演技術、能・狂言・仕舞などを学んだ。卒業生で新民衆劇一派を結成（のちに第二新国劇に改称）。旗揚げ公演は1924年2月に奈良県五条町で『白痴殺し』（作：津田和也）と『天誅組』（作・西光万吉）を上演した。その後、水平社や農民組合の支援の下、関西各地を巡演した。
1925年7月、浅草観音劇場での盆興行が一週間で打ち切りになり、さらに原健策、大河内傳次郎らが退団したため解散した。

## 沿革
- 1924年4月、大阪市中央公会堂（『天誅組』『京の友禅』）[7][8] - 大河内傳次郎が正親町勇の芸名で初出演[7]
- 1924年5月1日〜3日、国技館（『京の友禅』『嬰児殺し』『天誅組』『よびこゑ』）[9]
- 1924年8月14日、三友劇場（『乳』『冬木心中』『晩鐘』『敵討の一種』）[5]
- 1924年11月、宝塚第二歌劇場（『晩鐘』『月光の下に』『冬木心中』）[10]
- 1925年5月、東京帝国大学（野外劇） - 新民衆座名義[7]
- 1925年、映画『阿弥ケ原の殺陣』に一座として出演。原作「若き日の忠次」の脚本家・西方阿弥六は大河内傳次郎の筆名[7]
- 1925年6月、宝塚中劇場 - 上記撮影はこの時期[7]
- 1925年7月1日、浅草観音劇場（『天誅組』『桔梗屋常五郎・愛宕の血煙』） -　第二新国劇と改称しての旗揚げ公演[7][11]
- 1925年8月、上記『愛宕の血煙』を原作とする映画『義憤の血煙』に一座で出演[7]
- 1926年、原健策が退団[11]
- 1926年、大河内傳次郎は日活入社[7]

## 主な人物

### 舞台監督
- 倉橋仙太郎
- 竹田敏太郎
- 津田和也
- 難波英夫
- 西光万吉

### 役者
- 原健策
- 大河内傳次郎
- 金剛麗子
- 金井修（金尾修）
- 森敏治（花川戸勇）

## 刊行物
- 新民衆劇脚本集. 第1編新民衆劇学校出版部編（大正13年4月18日、新民衆劇学校出版部） - 収録作品＝『天誅組』（西光万吉）、『呼声』、『白痴殺し』（津田和也）、『線路工夫の死』（倉橋仙太郎）、『義兵』（難波英夫）、『幽霊探偵』（春日野緑[注 1]）